# Henriette Lorimier
Élisabeth Henriette Marthe Lorimier, née le 7 août 1775 à Paris et morte dans la même ville le 1er avril 1854, est une artiste peintre française.
Elle fut une portraitiste en vogue à Paris au début du romantisme et la compagne du diplomate et homme de lettres philhellène François Pouqueville (1770-1838).

## Biographie
Élisabeth Henriette Marthe Lorimier naît le 7 août 1775 à Paris. Elle est la fille d'Antoine Jean Lorimier et de Marie Marguerite Gangnat.

### Éducation et expositions

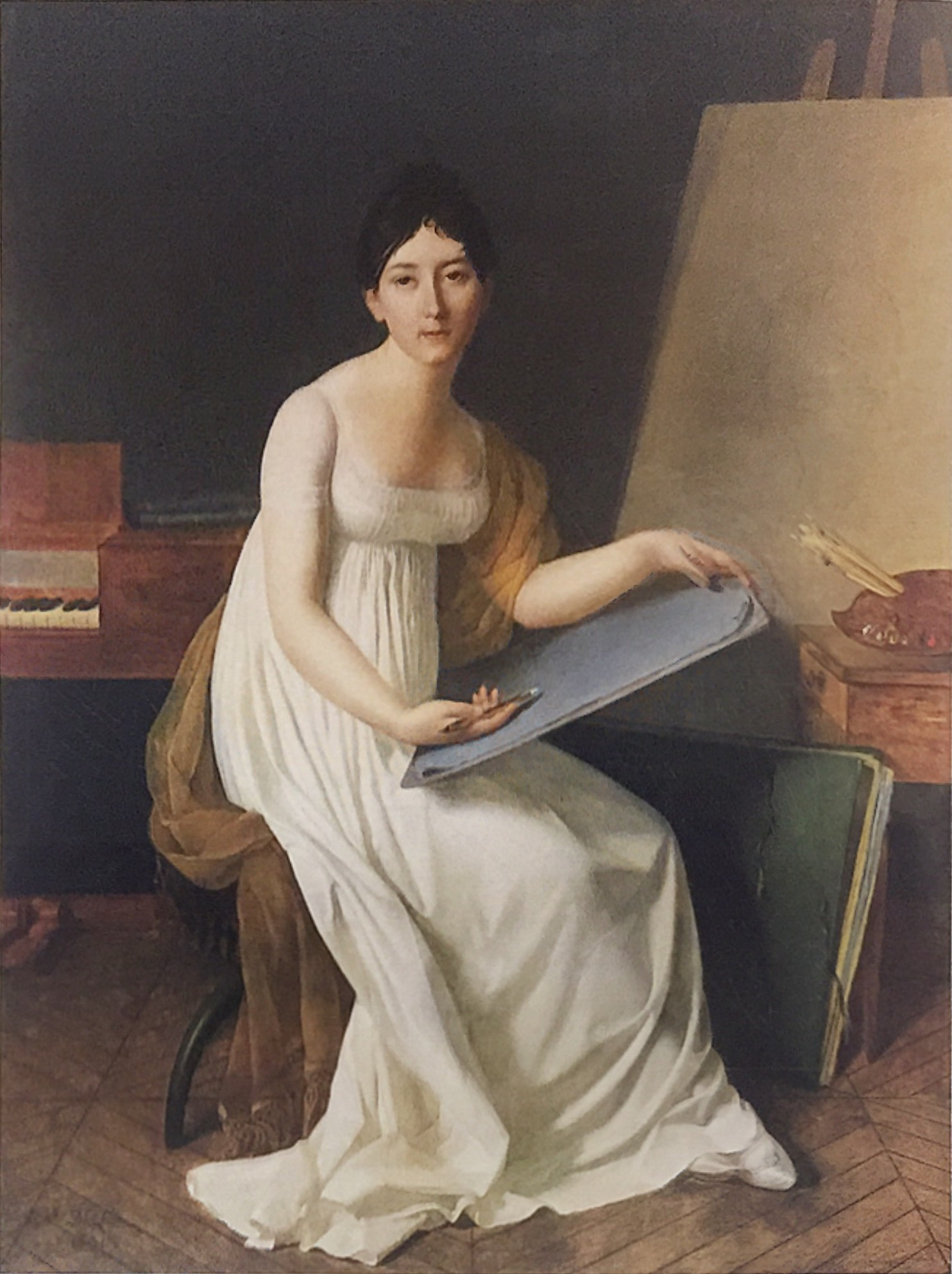
Henriette Lorimier, Autoportrait (1801), localisation inconnue.

Henriette Lorimier est l'élève du peintre d'histoire Jean-Baptiste Regnault et de son épouse Sophie Regnault, et elle expose au Salon ses portraits et tableaux de genre de 1800 à 1806 et de 1810 à 1814.
En 1805, la princesse Caroline Murat achète son tableau La Chèvre nourricière qui avait été exposé dès 1804. Elle reçoit une médaille d'or au Salon de 1806 pour Jeanne de Navarre, un tableau dont l'impératrice Josèphine fait l'acquisition en 1807 (Rueil-Malmaison, château de Malmaison).

### Succès parisiens

#### La Chèvre nourricière(1804)
Le premier de ses tableaux qui fit l'objet de succès fut La Chèvre nourricière qui représente une jeune mère incapable d'allaiter son enfant, regardant tristement une chèvre qui remplit ce devoir à sa place. L'artiste fait figurer son œuvre dans son Autoportrait de 1807 (Dijon, musée Magnin). Les critiques s'exclamèrent que seule une femme pouvait avoir réalisé une telle peinture et confirmèrent que de tels sujets étaient appropriés pour les peintres féminins.
Cet éloge doit être considéré dans son contexte de 1804 et avec le fait que l'achat du tableau en 1805 par Caroline Bonaparte, l'épouse du Prince Murat, lança Henriette Lorimier dans les lumières de Paris au temps de l'Empire. Cet élan culmina avec l'achat, deux ans plus tard en 1807, de sa seconde œuvre majeure par l'impératrice elle-même.

#### Jeanne de Navarre(1806)

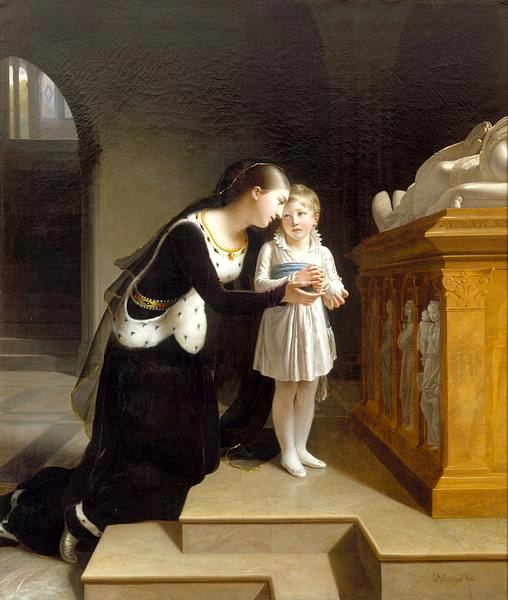
Jeanne de Navarre conduisant son fils Arthur au tombeau de son père Jean IV, duc de Bretagne (1806), Rueil-Malmaison, château de Malmaison.

Le tableau dépeint Jeanne de Navarre, fille de Charles II (roi de Navarre), veuve de Jean IV duc de Bretagne mort en 1399, dont elle fut la troisième épouse. Future reine d'Angleterre, elle figure sur ce tableau avec son second fils, Arthur, futur duc de Bretagne. Cette peinture est décrite comme exemplifiant la mère, dans la mesure où la duchesse remplit son devoir d'éducation envers son fils et lui apprend la piété filiale.
Exposé au Salon de 1806, ce tableau a connu un immense succès. L'impératrice Joséphine l'a immédiatement acquis pour sa galerie de tableaux du château de Malmaison où il est resté jusqu'à son décès en 1814. Il est maintenant exposé dans le salon de musique de l'impératrice.
C'est l'un des premiers exemples du style dit « troubadour ». Ce goût pour l'évocation du Moyen Âge fut mis à la mode par Alexandre Lenoir qui créa en 1795 le musée des Monuments français dans lequel furent exposés selon un parcours chronologique les statues et monuments français soustraits aux destructions révolutionnaires. Des milliers de visiteurs vinrent ainsi contempler les tombeaux des grandes figures du passé rassemblés en un même lieu jusqu'en 1816, date de la fermeture du musée sur ordre de Louis XVIII.
Pour bien des critiques, ce tableau était un exemple du succès qu'une femme pouvait obtenir dans ce genre de peinture. L'auteur d'une revue de salons qui parut dans le Mercure de France félicita Henriette Lorimier pour ne pas s'être écartée des sujets gracieux dans lesquels son sexe avait l'avantage. 
De plus, un article publié dans L'Athéneum, une publication de l'époque, insista qu'elle devait se maintenir dans ce domaine de composition : « Nous lui promettons un succès plus grand encore si elle se contente de dépeindre les douces émotions de l'âme, les sentiments tendres et délicats, en bref de représenter les scènes de la vie domestique, et de laisser les sujets historiques aux hommes. »[réf. nécessaire]

Portraits par Henriette Lorimier
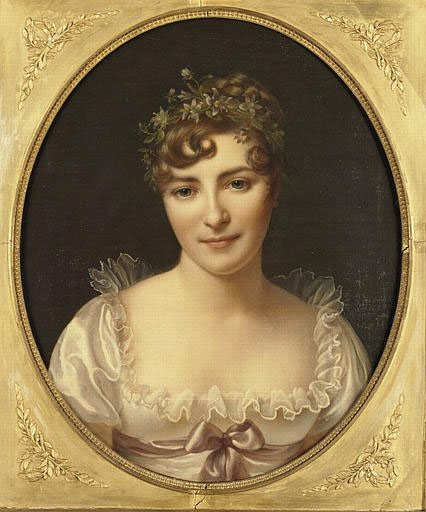
Mme Marjolin, épouse de Jean-Nicolas Marjolin (1801), musée de Grenoble.
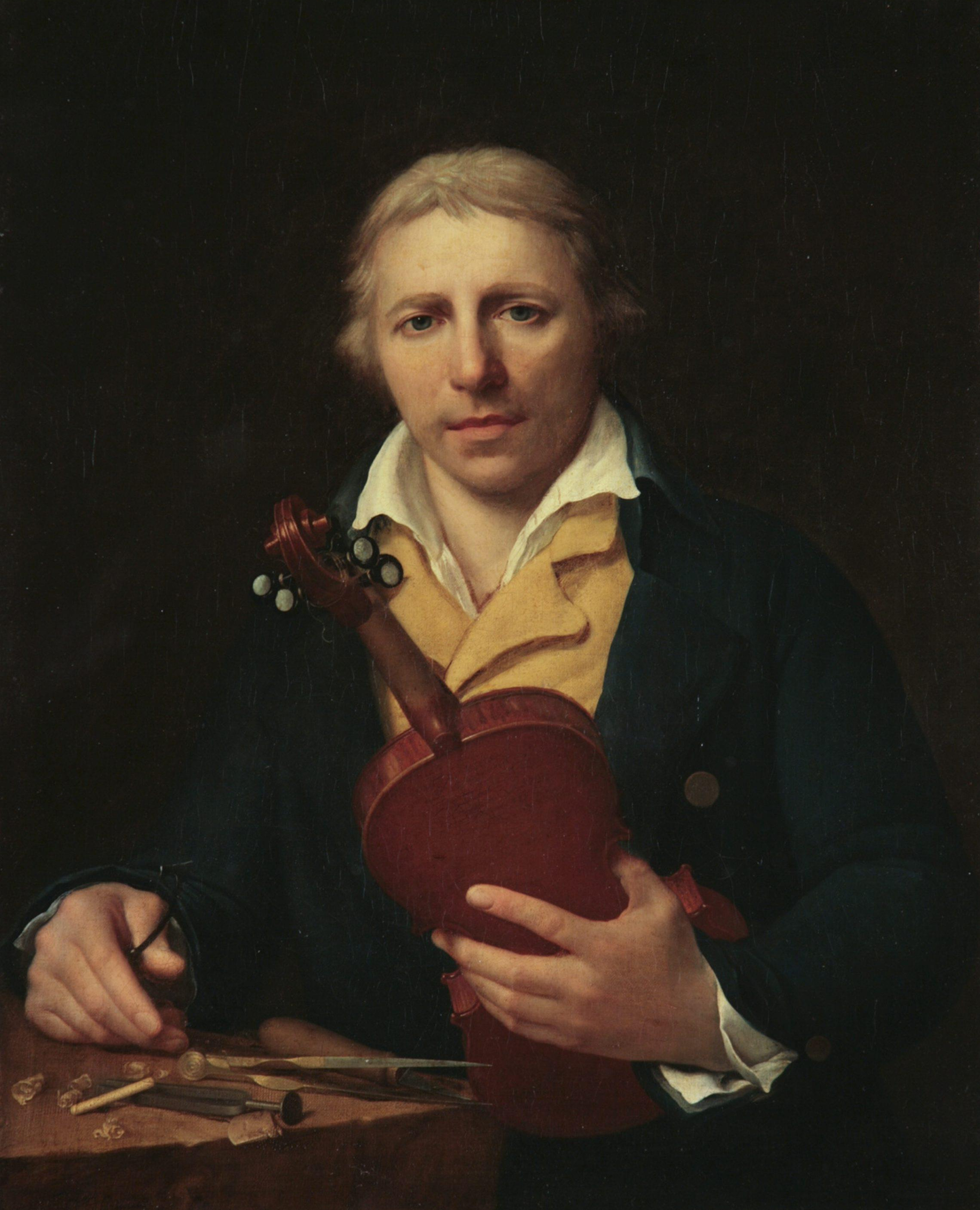
Le Luthier Nicolas Lupot (1805), Paris, musée de la Musique.
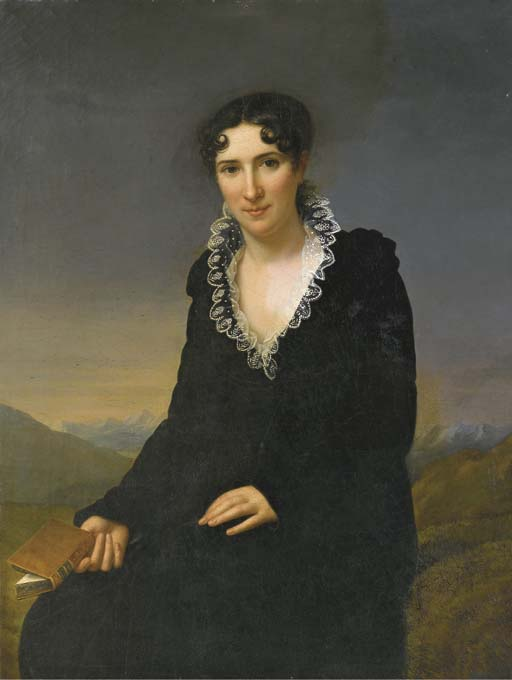
Portrait de Madame Desmarets, née Louise Lardy (1807), collection privée.
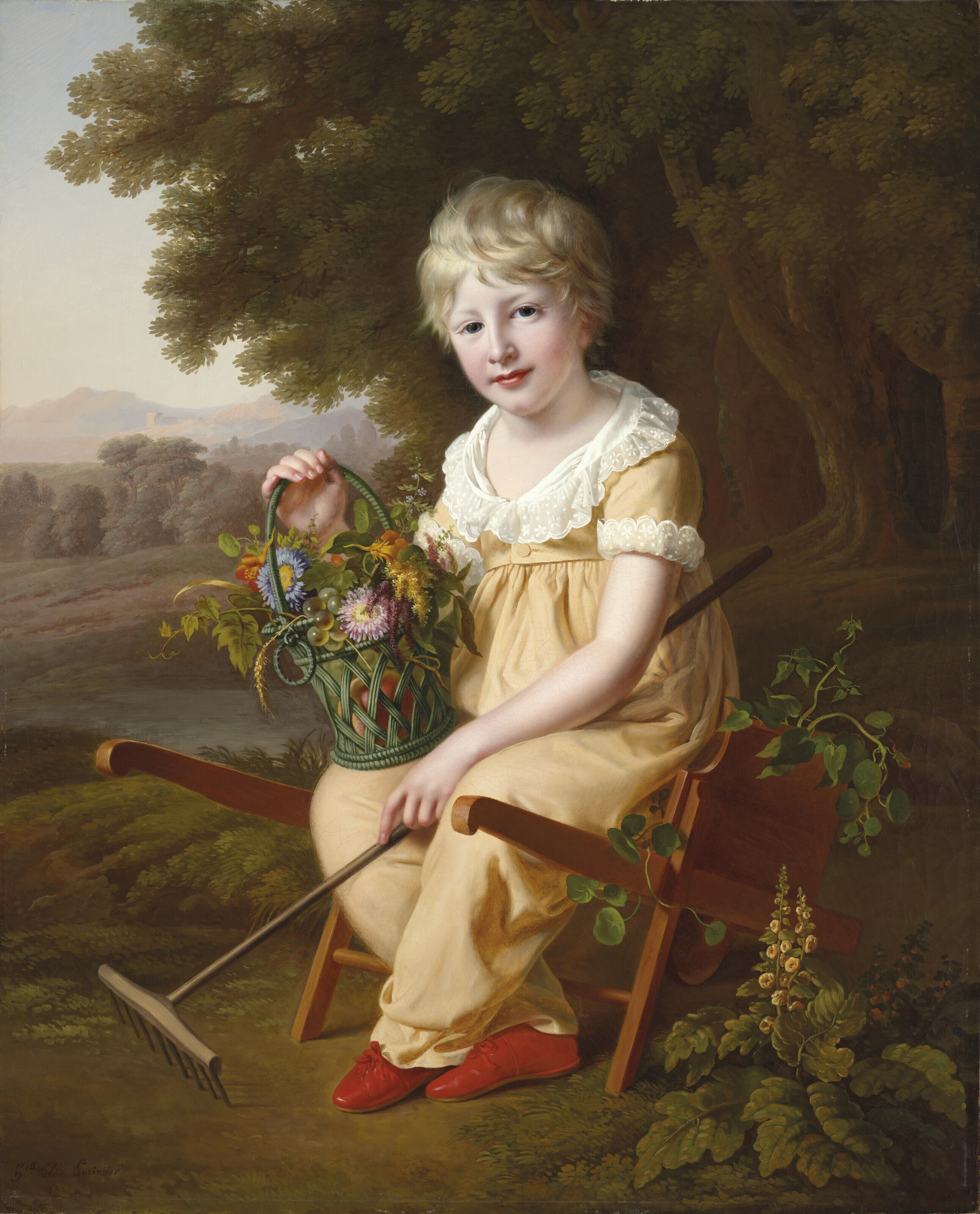
Émile-Alexandre-César Le Fébure de Sancy en petit jardinier (1808), collection privée.
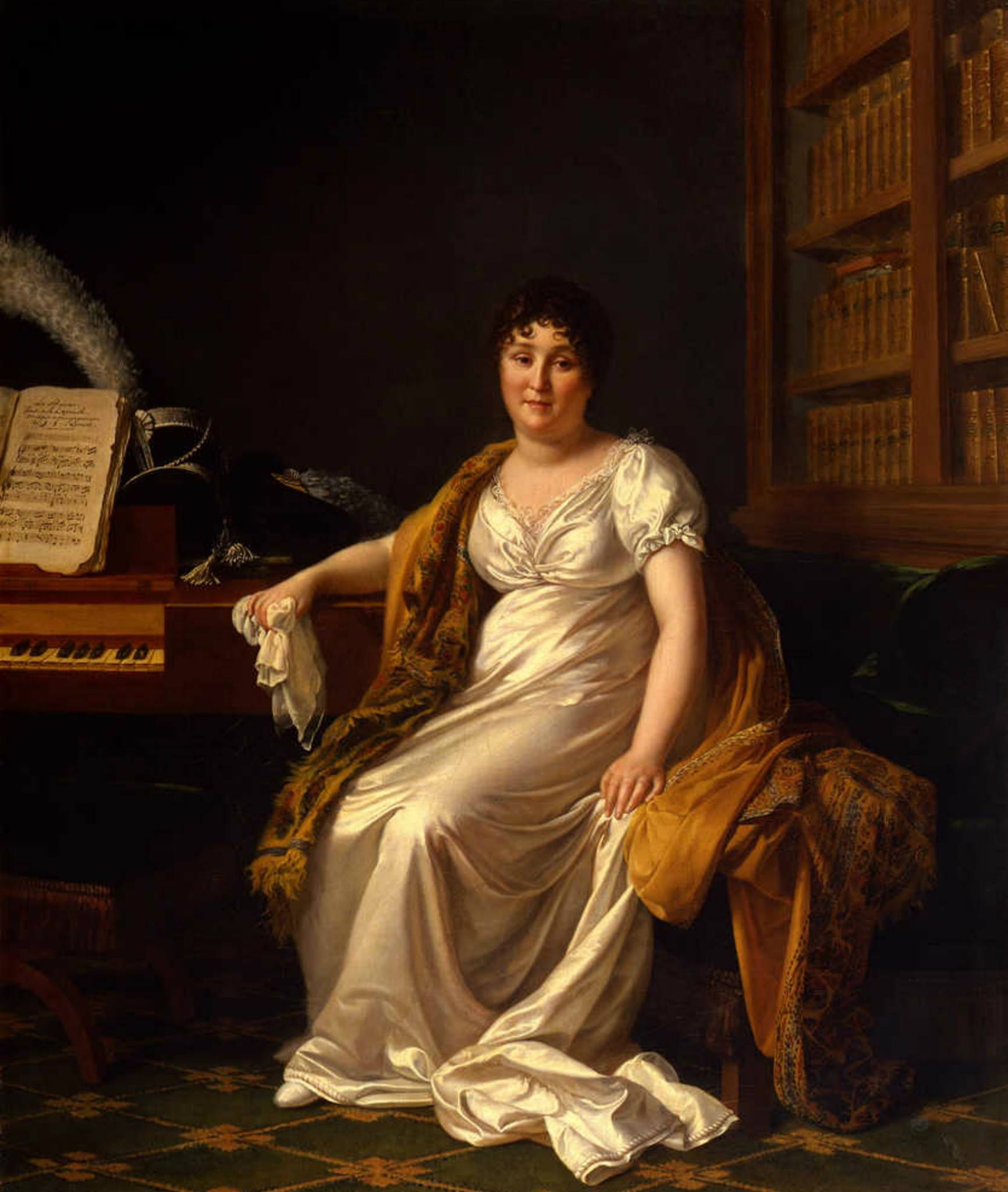
Sophie Regnault, née Meyer (1809), Rome, musée Mario-Praz
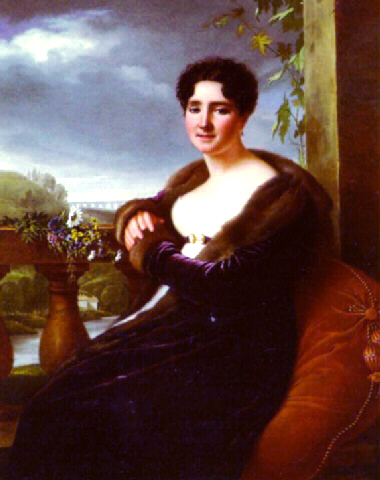
Portrait de la marquise de Reinepont dans le château de Saint Privat (1817), collection privée.

### Vie privée, milieu intellectuel et artistique

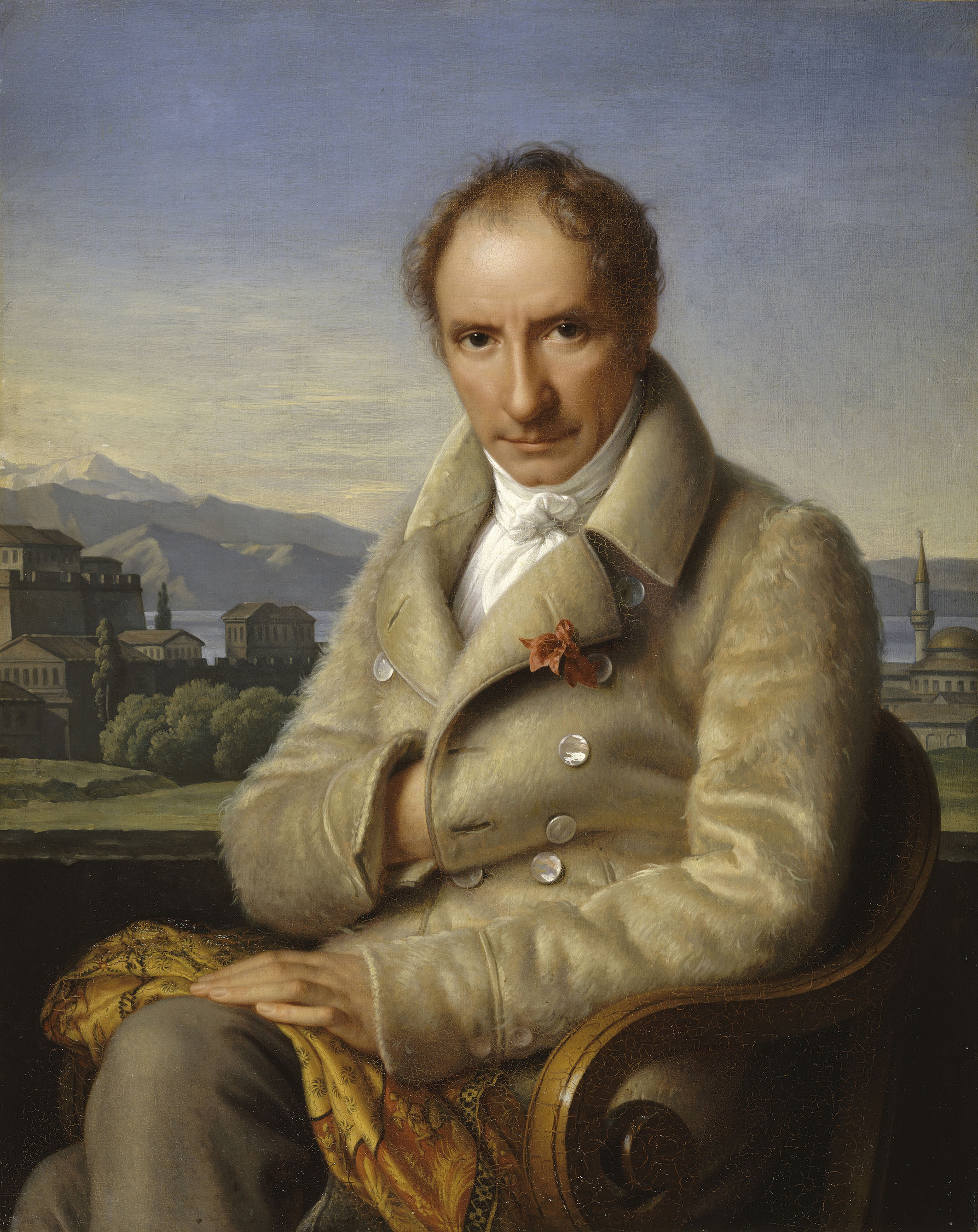
Portrait de François Pouqueville (1830), château de Versailles.

Vers 1808, Henriette Lorimier rencontre l'écrivain et diplomate François Pouqueville qui revenait de ses aventures dans les geôles ottomanes et qui fut lui aussi lauréat des prix décennaux. À cette époque, il vit une grande passion avec lady Eliza Cossin. Il est ensuite envoyé en Grèce comme consul général auprès d'Ali Pacha de Janina. Ce n'est qu'après le mariage de l'Anglaise et le retour en France de François Pouqueville en 1817 qu'ils vécurent ensemble jusqu'à la mort de ce dernier en 1838. Ils ne purent se marier car Pouqueville avait été ordonné prêtre dans sa jeunesse[réf. nécessaire], mais Henriette Lorimier fait réellement partie de la famille Boulard-Pouqueville, dont elle dotera les deux filles Cornélie et Eliza. Le couple est inhumé dans deux tombes voisines au cimetière du Montparnasse.
Le couple était lié à de nombreuses figures influentes sous l'Empire et la Restauration comme, entre autres, Chateaubriand, Alexandre Dumas, Ingres, Arago et David d'Angers.

## Œuvres

### Œuvres exposées au Salon

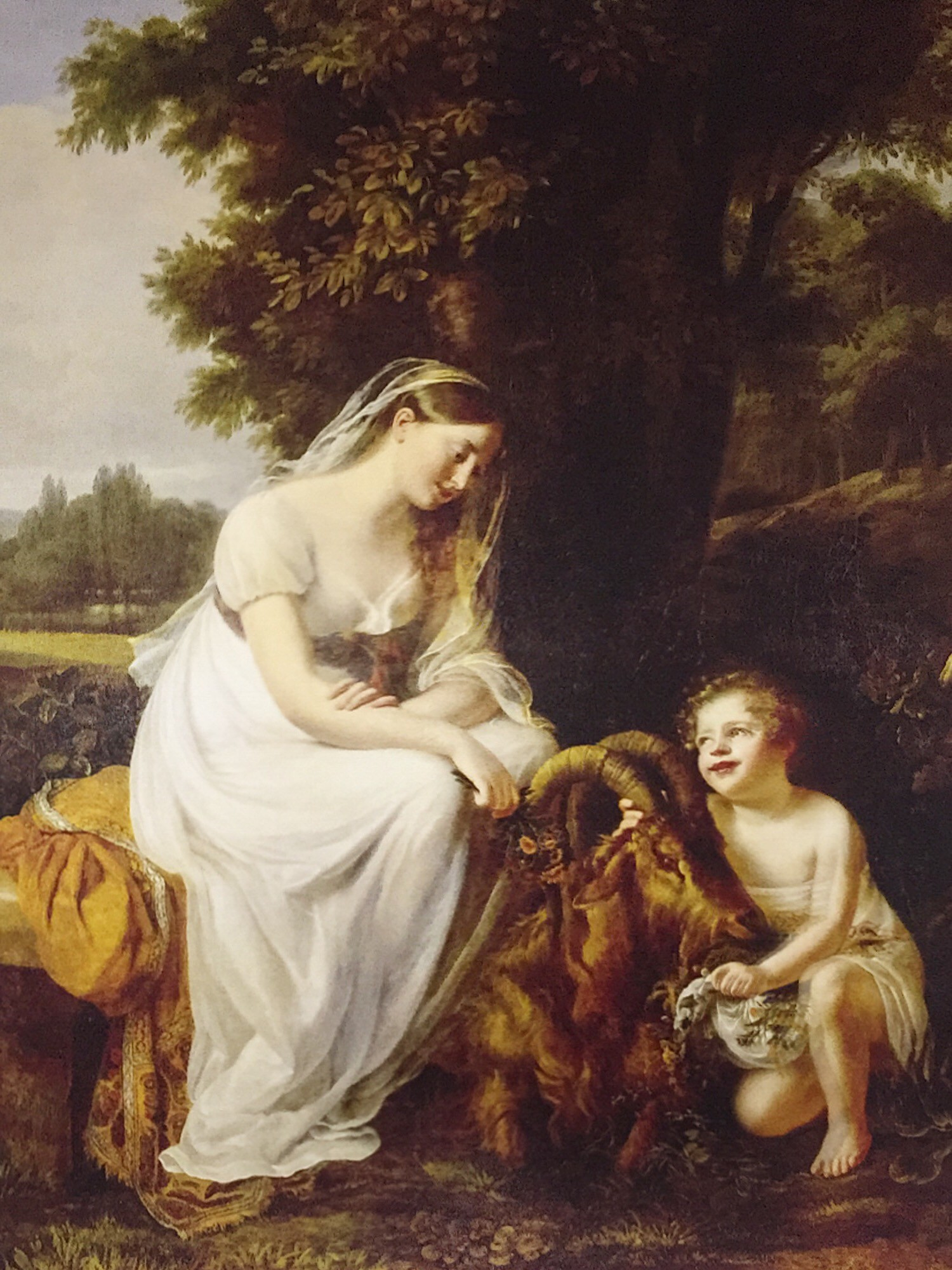
L'Enfant reconnaissant, Salons de 1810 et 1814

La première exposition d'Henriette Lorimier au Salon de Paris a lieu en 1800. Elle y participera jusqu'en 1814.
- 1800 : 
  - Une tête d'après nature (n°255).
- 1801 : 
  - Portrait en pied d'une jeune artiste (n°234) ;
  - Portrait demi-nature d'une jeune personne (n°235).
- 1802 : 
  - Une jeune fille près d'une fenêtre, pleurant sur un passage d’Atala (n°200), 1801, huile sur toile, 152 × 124 cm, collection particulière française, objet classé au titre des Monuments Historiques[10] ;
  - Un portrait de femme en pied, demi-grandeur (n°201).
- 1804 : 
  - Une jeune femme — N'ayant pu continuer d'allaiter son enfant, elle le regarde téter la chèvre qui la supplée, et s'abandonne aux réflexions que sa situation fait naître no 310 ; acheté par Caroline Bonaparte
- 1806 : 
  - Jeanne de Navarre — Elle conduit son fils Arthur au tombeau qu’elle a fait élever à la mémoire de son époux Jean IV, duc de Bretagne, surnommé le conquérant, mort en 1399, et l'entretient des vertus et des malheurs de son père no 362 ; acheté par l'impératrice Joséphine ; Rueil-Malmaison, château de Malmaison.
  - Un portrait d'homme no 363 ;
  - Un portrait de femme no 364.
- 1810 : 
  - L'Enfant reconnaissant (n°527) ; New York, Consulat général de France[11] `;
  - Portrait en pied d'une dame (n°528) ;
  - Portrait d'une jeune dame avec son fils (n°529) ;
  - Portrait en pied d'un jeune enfant (n°530).
- 1812 : 
  - Portrait de feu M. Joseph Delaleu, curé de Saint-Germain-l'Auxerrois (n°596) ;
  - Portrait en pied d'un jeune enfant (n°597) ;
  - Portrait de Mad. D... (n°598).
- 1814 : 
  - L'Enfant reconnaissant (n°652) (tableau déjà exposé en 1810) ;
  - Portrait d'un jeune enfant (n°653) ;
  - Plusieurs portraits (n°654) ;
  - Jeanne de Navarre (supplément, no 1378) — le tableau déjà exposé en 1806 ou une réplique ?

### Œuvres conservées dans les collections publiques

#### États-Unis
- New York, Consulat général de France, L'Enfant reconnaissant, Salon de 1810 (accroché dans le Salon rose)[11].

#### France
- Dijon, musée Magnin : Autoportrait, vers 1804-1806[12].
- Grenoble, musée de Grenoble : Madame Marjolin, 1801.
- Paris, musée de la Musique : Le Luthier Nicolas Lupot, 1805 (en dépôt du musée de la lutherie et de l'archèterie françaises de Mirecourt)[13]
- Rueil-Malmaison, musée national des châteaux de Malmaison et de Bois-Préau : Jeanne de Navarre, 1806[14].
- Versailles, musée national des châteaux de Versailles et de Trianon : François-Charles-Hugues-Laurent Pouqueville, 1830[15].

#### Italie
- Rome, musée Mario-Praz, Portrait de Sophie Regnault, née Meyer, 1805 ou 1809, huile sur toile, 114,3 x 89,2 cm.

### Iconographie
- Dominique Ingres, Mademoiselle Lorimier, 1828, dessin, Moscou, musée des Beaux-Arts Pouchkine.